# Gmina Homer (hrabstwo Benton)

Położenie Gminy Homer w hrabstwie Benton

Gmina Homer (ang. Homer Township) – gmina w USA, w stanie Iowa, w hrabstwie Benton. Według danych z 2000 roku gmina miała 222 mieszkańców.